# Josep Antoni Coderch
Josep Antoni Coderch i de Sentmenat (Barcellona, 26 novembre 1913 – Barcellona, 6 novembre 1984) è stato un architetto spagnolo.
Nel 1931 si iscrive alla facoltà di architettura dell'università di Barcellona. Gran parte della sua personalità si forma intorno all'inizio degli anni trenta, in seguito al suo impegno di lavoro, che lo portò a trasferirsi tre mesi in Germania, e in seguito allo scoppio della guerra civile spagnola, alla quale partecipò attivamente. Si laureò nel 1940 e iniziò a lavorare a Madrid.
Tra le opere di Coderch, definite anche come "organismi pluricellulari" si notano Las Cocheras e il complesso residenziale Banco Urquijo, entrambi a Barcellona.

## Progetti
- Il complesso residenziale Banco Urquij a Barcellona

## Galleria d'immagini

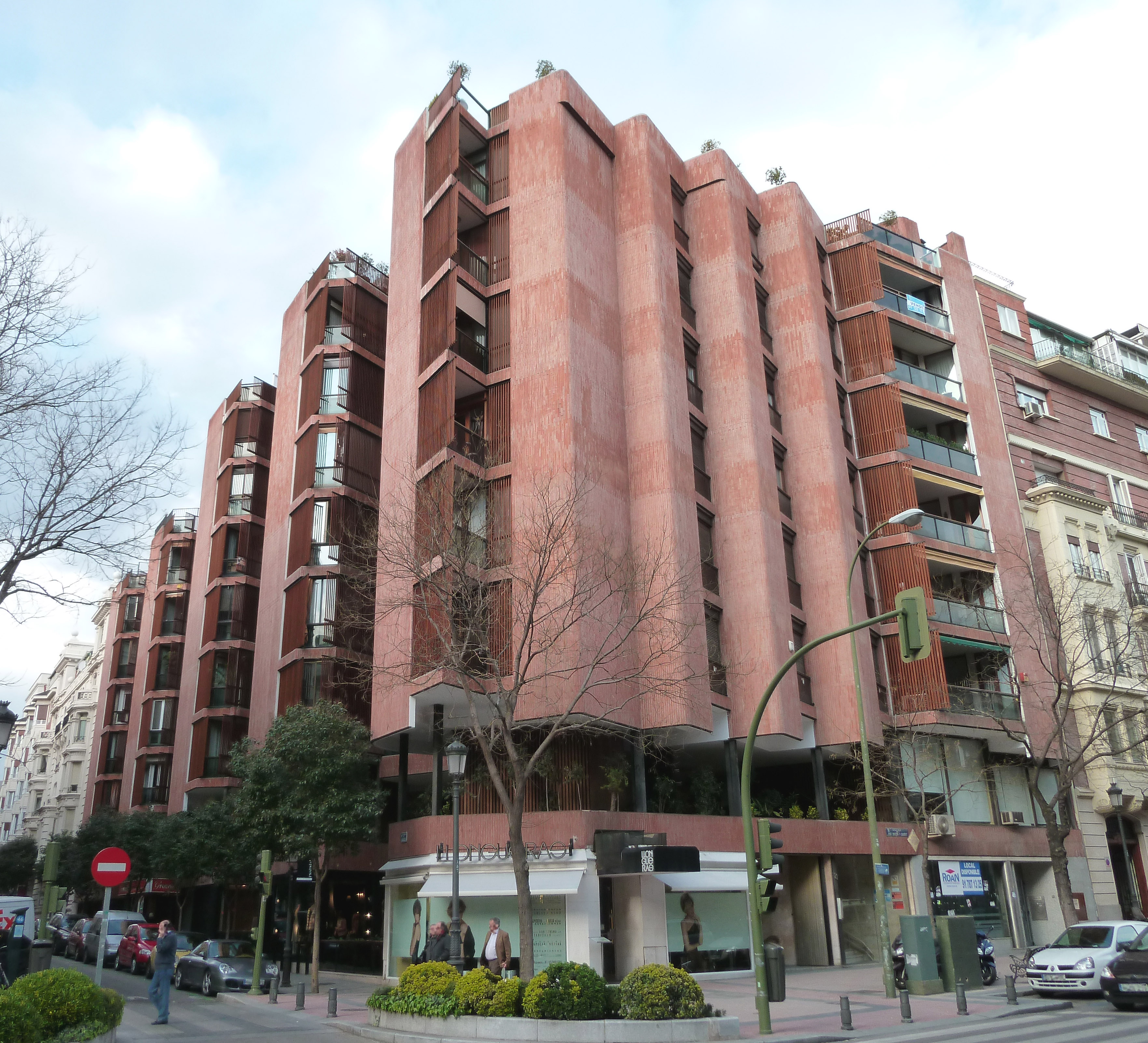
Edificio Girasol (Madrid)  nel Calle de José Ortega y Gasset n°23, distretto di Salamanca. Disegnato nel 1964 da Josep Antoni Coderch e Manuel Valls Verges, e costruito dal 1964 al 1966.
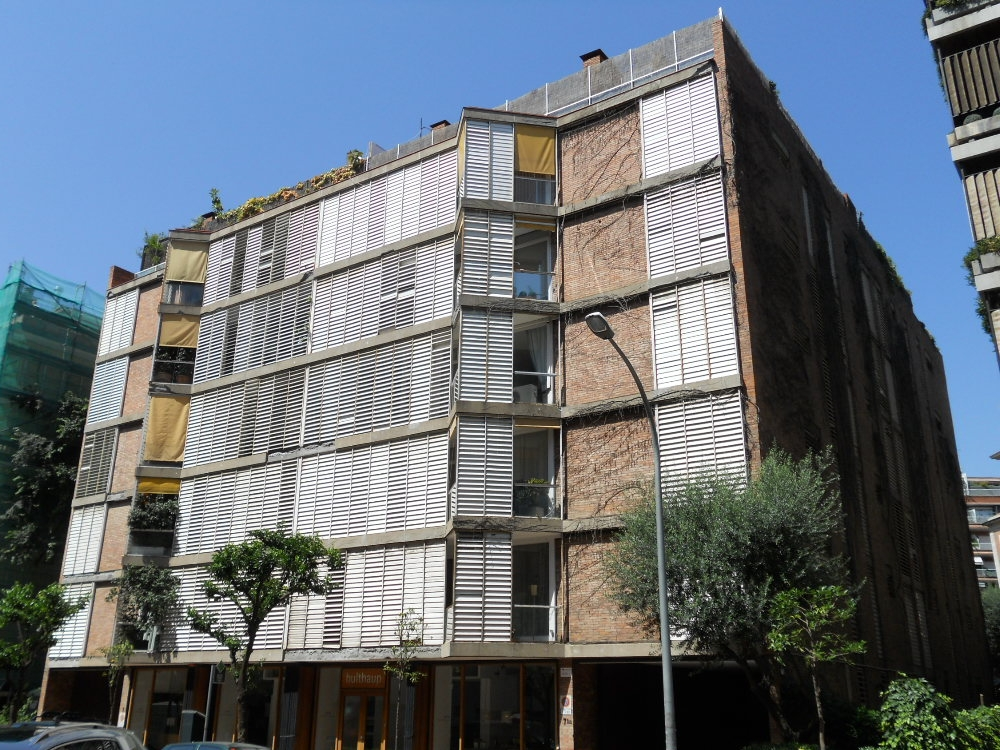
Edificio Catasús, Barcelona (Catalogna). Josep Antoni Coderch de Sentmenat e Manuel Valls Vergés (1958-61)
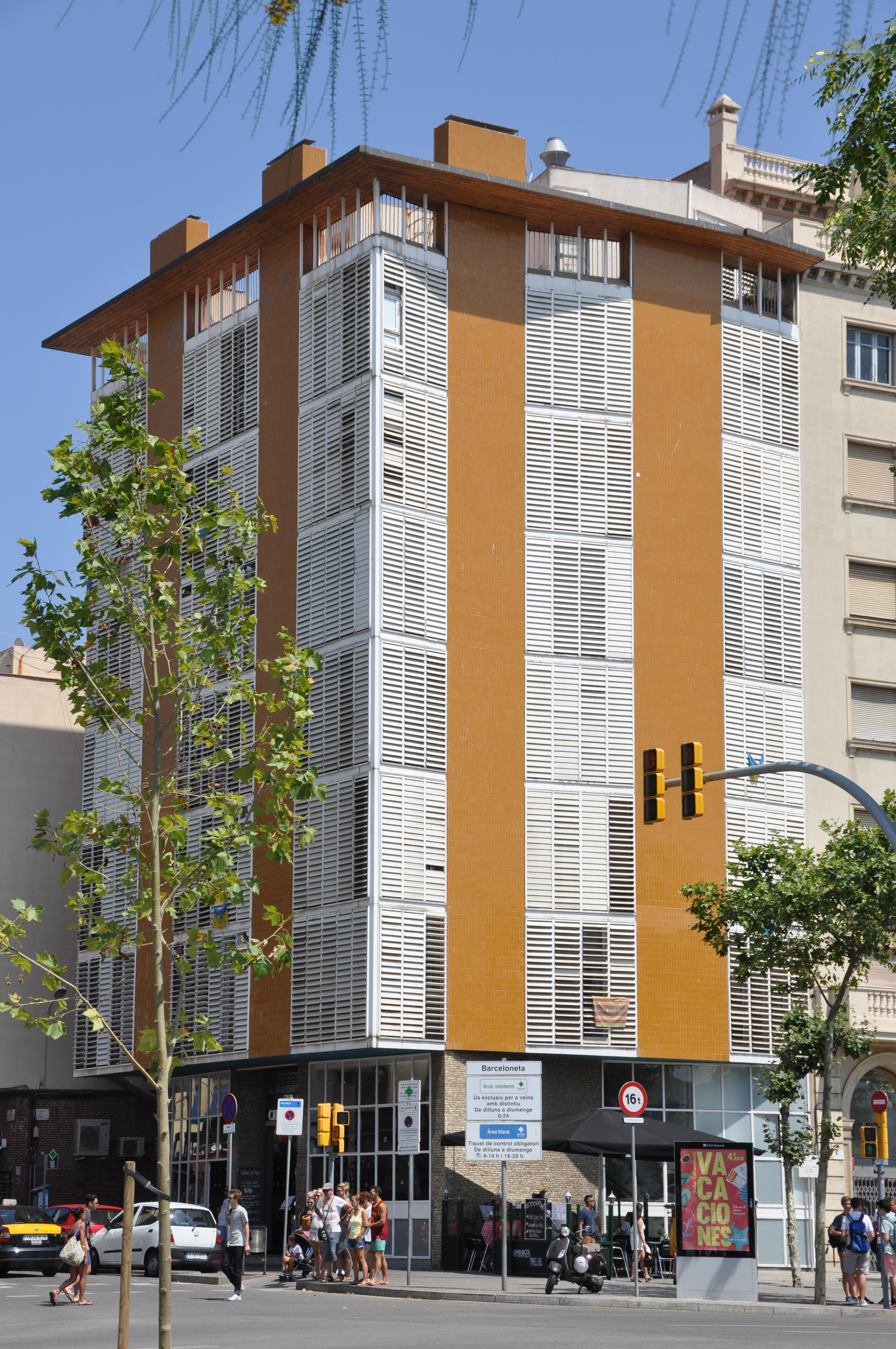
Casa de la Marina, pviale Joan de Borbó 43, Barcellona. Architetti Josep Antoni Coderch e Manuel Valls, 1952-1954.